# Фробениус, Николай
Николай Фробениус (норв. Nikolaj Frobenius; род. 29 сентября 1965 года) — норвежский писатель и сценарист. 

## Биография
Фробениус родился в Осло, но детство провёл в Рюккинне, в коммуне Берум. В 1989—1992 годах Фробениус учился в Лондонском Институте на сценариста; позднее он написал несколько сценариев, включая триллер «Бессонница», который впоследствии был переснят в Голливуде. С 2005 года работает консультантом в Норвежском фильмофонде. В 1998—2000 годах Николай Фробениус был редактором ежеквартального литературного журнала Vinduet.
Визитная карточка Фробениуса — совершенство владения языком. В своём творчестве он чрезвычайно уверенно переключается между реальными, вымышленными или историческими ситуациями и без усилий перемещается в пространстве и времени. Центральной темой нескольких его романов является наслоение прошлого и настоящего. Известность писателю принёс роман «Каталог Латура», вышедший в 1996 году и переведённый на 14 языков. В 2004 году вышел роман Фробениуса «Теория и практика», который он сам назвал «ложной автобиографией», описывающей молодость писателя, проведённую в Рюккинне. В сентябре 2011 года на экраны вышел фильм Йенса Лиена «Сыны Норвегии» (норв. Sønner av Norge), снятый по этой книге. Осенью 2008 года вышел роман «Jeg skal vise dere frykten», повествующий о странном противостоянии Эдгара А. По и Руфуса Гризвольда. В этом произведении он снова смешивает реальные и фантастические события.

## Премии
- 1998 год:
  - Премия Андерса Яре[норв.] за достижения в области культуры для молодых талантов.
  - Номинация на европейскую литературную премию «Аристейон»[англ.] за роман «Каталог Латура».
- 2004 год:
  - Номинация на премию Браги.
- 2005 год:
  - Премия ословской редакции бесплатной газеты NATT&DAG[норв.] «За лучшую книгу года» за роман «Теория и практика».[4]
- 2008 год:
  - Премия Союза молодых критиков[норв.] за роман «Jeg skal vise dere frykten».
  - Премия радиоканала NRK P2 по выбору слушателей за роман «Jeg skal vise dere frykten».
  - Номинация на премию норвежских книготорговцев[норв.] за роман «Jeg skal vise dere frykten».
  - Номинация на премию Браги за роман «Jeg skal vise dere frykten».